# Orosaurus
Orosaurus („horský ještěr“) je pochybný rod vývojově primitivního sauropodomorfního dinosaura, jehož fosilní materiál však není diagnostický a jedná se tedy o nomen dubium. Alternativní rodové jméno tohoto taxonu je Orinosaurus.

## Historie
Taxon byl poprvé popsán britským přírodovědcem Thomasem Henrym Huxleym v roce 1867, a to na základě části fosilní lýtkové kosti (holotyp s katalogovým označením NHMUK R1626). Zkamenělé pozůstatky tohoto dinosaura byly objeveny ve svrchnotriasových sedimentech Jihoafrické republiky.
Pozdější historie je poněkud složitá, taxon byl střídavě řazen do rodu Euskelosaurus i mimo něj. Jeho taxonomická pozice zatím není zcela vyjasněná, blízce příbuznými rody by nicméně mohly být taxony Kholumolumo, Meroktenos a Plateosauravus.